# Ken Taylor
Kenneth Daniel Taylor (San José, 2 settembre 1963) è un ex giocatore di football americano statunitense che ha giocato nel ruolo di cornerback per due stagioni nella National Football League (NFL). Al college ha giocato a football all’Università statale dell'Oregon.

## Carriera professionistica
Taylor debuttò nella NFL nel 1985 coi Chicago Bears. Nella sua stagione da rookie, Ken giocò tutte le 16 gare della stagione regolare, mettendo a segno 3 intercetti. Quell'anno, i Bears terminarono la stagione regolare con un record di 15-1, vincendo il Super Bowl XX contro i New England Patriots per 46-10. L'annata successiva, Taylor passò ai San Diego Chargers con cui disputò 14 partite mettendo a segno un intercetto. Quella fu la sua seconda e ultima stagione da professionista.

## Vittorie e premi
- Super Bowl : 1 Vincitore del Super Bowl XX

## Statistiche
| Partite totali   | 30 |
| Intercetti fatti | 4  |